# Embajada de España en Londres
La Embajada de España en Londres en el 39 de Chesham Place es la misión diplomática de España en el Reino Unido. España también mantiene un Consulado General en 20 de Draycott Place, Chelsea, una Oficina de Defensa en el 3 de Hans Crescent, Knightsbridge, una Oficina de Educación, Empleo y Asuntos Sociales en el 20 de Peel Street, Holland Park y una Sección Económica y Comercial en el 66 de Chiltern Street, Marylebone.
La embajada se encuentra en una casa unifamiliar diseñada por Henry E. Kendall y construida entre 1840-50 en Belgrave Square en Belgravia, Westminster, Londres. El edificio está catalogado como de Grado I por su valor arquitectónico.